# Jacob Benjamin Wegner
Jacob Benjamin Wegner (Königsberg, 21 de febrer de 1795 − 22 de maig de 1864) va ser un industrial noruec d'origen alemany i terratinent. Va ser el co-propietari i director general de Blaafarveværket, empresa líder en la indústria de Noruega amb al voltant de 2.000 empleats entre 1823 i 1849, i es caracteritzà tant per ser un industrial pioner, així com un reformador social que va introduir una sèrie de beneficis per als seus treballadors. També fou el propietari de Frogner Manor, el principal propietari de Hafslund Manor i co-propietari de la farga Hassel. Fou el cònsol general de Noruega d'Hamburg, Lübeck i Bremen, en el moment en estats sobirans de la ciutat. Estava casat amb Henriette Seyler (1805-1875), membre del Berenberg-Gossler-Seyler, una dinastia de banquers d'Hamburg.